# Odontocera sanguinolenta
Odontocera sanguinolenta là một loài bọ cánh cứng trong họ Cerambycidae.